# Ячейка Гретцеля

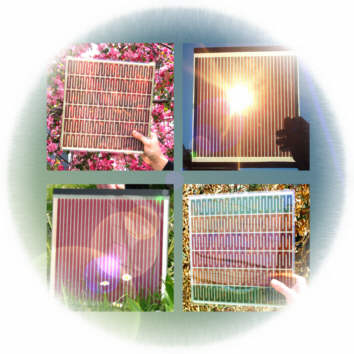
Секция сенсибилизированных красителем солнечных батарей.

Сенсибилизированные красителем солнечные батареи — фотоэлектрохимические ячейки, в которых используются фоточувствительные мезопористые оксидные полупроводники с широкой запрещённой зоной. Эти ячейки изобретены в 1991 году Гретцелем и др., по имени которого и получили название ячеек Гретцеля.
Солнечные батареи этого типа многообещающи, поскольку изготавливаются из дешёвых материалов и не требуют сложной аппаратуры при производстве. Ячейки имеют простую структуру, состоят из двух электродов и иодсодержащего электролита. Один электрод состоит из высокопористого насыщенного красителем диоксида титана (TiO2), нанесённого на прозрачную электропроводящую подложку. Другим электродом является просто прозрачная электропроводящая подложка. Работа ячейки часто сравнивается с фотосинтезом, поскольку оба процесса используют окислительно-восстановительную реакцию, протекающую в электролите. Эффективность преобразования энергии в ячейке ещё не достигла уровня кремниевых солнечных батарей. В настоящее время она составляет около 10 %. Теоретически возможно достичь уровня в 33 %.

## Принцип действия
Солнечный свет поступает сквозь электропроводящий стеклянный электрод, насыщенный красителем, где поглощается. Когда краситель поглощает свет, один из электронов его молекулы переходит из основного состояния в возбуждённое состояние. Это явление называется «фотовозбуждение». Возбуждённый электрон перемещается от красителя в зону проводимости TiO2. Переход происходит очень быстро; он занимает только 10−15секунды. В TiO2 электрон диффундирует через TiO2-плёнку, достигает стеклянного электрода и далее по проводнику стекает во второй электрод. Молекула красителя с потерей электрона окисляется. Восстановление молекулы красителя в первоначальное состояние происходит путём получения электрона от иодид-иона, превращая его в молекулу иода, которая в свою очередь диффундирует к противоположному электроду, получает от него электрон и снова становится иодид-ионом. По такому принципу цветосенсибилизированная солнечная батарея преобразует солнечную энергию в электрический ток, протекающий по внешнему проводнику.

## Новые достижения (август 2006)
В качестве альтернативы традиционной неорганической фотоэлектроэнергетике, цветосенсибилизированные солнечные батареи используют слой инкапсулированных частиц в сочетании с высокопроводящей ионной жидкостью. Ионные жидкости, показывающие высокую эффективность конверсии при использовании в этих новых солнечных батареях, термически и химически нестабильны и способны терять эффективность. Но исследователи из Федеральной политехнической школы Лозанны (Швейцария) достигли успеха, используя в качестве новой устойчивой ионной жидкости — 1-этил-3-метилимидазолий тетрацианоборат (EMIB(CN)4), достигли уровня эффективности преобразования энергии 7 % при полной освещённости даже после термического или светового старения.
Для подтверждения химической и термической стабильности их солнечных батарей исследователи подвергали устройство нагреванию до 80 °C в темноте на протяжении 1000 часов, а затем на свету при 60 °C в течение тех же 1000 часов. После нагревания в темноте и на свету 90 % исходной фотоэлектрической эффективности сохранилось — впервые такая превосходная термическая стабильность наблюдалась для жидкого ионного электролита с высокой эффективностью конверсии. В противоположность кремниевым солнечным батареям, чья производительность падает с ростом температуры, цветосенсибилизированные солнечные батареи испытывают лишь незначительное изменение, когда их температура возрастает от комнатной до 60 °C.

## Ячейка на основе диоксида титана (TiO2)
Технология тонкопленочных солнечных элементов с применением ТіО2, на базе которых можно делать существенно более емкие и дешевые солнечные батареи для использования на массовом рынке.